# Neuvicq-le-Château
Neuvicq-le-Château é uma comuna francesa localizada no departamento de Charente-Maritime na região administrativa da Nova Aquitânia, no sudoeste da França.